# Mangaloreanske katolikker
Mangaloreanske katolikker er et etnisk-religiøst samfund af katolikker, der er en del af den romerske kirke under Mangalore Stift på den sydvestlige kyst af Karnataka, Indien.
| Kristendom | Spire Denne artikel om kristendom er en spire som bør udbygges. Du er velkommen til at hjælpe Wikipedia ved at udvide den. |